# Batofar
Pour l’article ayant un titre homophone, voir Bateau-phare.
Le Batofar (ex-Osprey) est une salle de spectacle maintenant située à Paris, créée en 1999 dans un ancien bateau-feu amarré au port de la Gare, en bordure de Seine, dans le 13e arrondissement de Paris, face à la Bibliothèque nationale de France.
Le Batofar peut accueillir jusqu'à 300 personnes dans 300 m2, dont une salle de concert de 75 m2. L’été, l’établissement propose une restauration en terrasse. 
Depuis son rachat en mai 2018, l'établissement qui avait fermé pour une rénovation-reconversion ré-ouvre en 2019 sous le nom de Bateau Phare ; tout en conservant une vocation festive et musicale, il a réorienté son style et sa programmation[C'est-à-dire ?].

## Du bateau-feu auBatofar
Le Batofar est un des rares bateaux-feux (ou bateaux-phares) encore visibles en France, ce type de bateau ayant cessé toute activité sur le territoire national (seulement cinq exemplaires sont visibles en France dont trois sont conservés dans des musées maritimes).
Baptisé Osprey à l'origine, il est construit à Dartmouth (Royaume-Uni) par le Chantier Philips & Son et lancé le 24 mai 1955. Il est un des derniers light ships (bateaux-feux) irlandais mis en service pour le compte du Commissioners of Irish Lights. Il était stationné le long des cotes irlandaises, de 1955 à 1975, date de sa désaffectation. Il fut alors vendu au port de New Ross (Irlande) où, après une première transformation, il devint un dépôt de fuel à flot, puis servit de logement pour les pilotes jusqu'en 1997,.
Remorqué en 1997 au Havre, le bateau arrive à Paris à la fin de l'année suivante. Il est progressivement réhabilité en équipement culturel par l'association « Signe et Eau », puis donnera naissance au « Batofar » en 1999, à l'initiative notamment d'Alain Monnier dit Mona Van Cocto, photographe puis entrepreneur artistique, après sa première tentative avec la jonque « Guinguette Pirate ». À Paris, la transformation technique est réalisée par Herskovits, Thômé & Tobie, architecte naval. En 1999, l'artiste Invader colle la mosaïque PA_209 sur sa coque.
Mais le lieu connaitra des moments difficiles du début à la fin (rapports complexes avec le voisinage, également avec le bailleur, programmation couteuse, fréquentation insuffisante, crues, etc.). Initialement, le Batofar oriente principalement son projet artistique en direction des musiques électroniques. En mai 2001, le Batofar subit une première fermeture administrative de 7 jours (il y en aura d'autres). La rentrée 2004-2005 est l'occasion de le relancer avec une nouvelle équipe[source insuffisante]. La programmation s'ouvre à l’ensemble des musiques actuelles mais aussi aux arts numériques ainsi qu'à des numéros scéniques, à des ateliers artistiques (danse, slam, arts plastiques, etc.) et aux rencontres artistiques et culturelles. Le Batofar devient alors un repère alternatif de culture urbaine contemporain dans une ambiance de bar à cocktails. De nouveaux projets tels que Le Journal du Batofar, journal gratuit distribué à 20 000 exemplaires dans Paris (jusqu'en décembre 2006), et le site internet batofar.org sont lancés. Une formule de bar-restaurant de nuit est lancée en 2013 sous la dénomination de Le Wagon[source insuffisante] mais la gestion reste fragile. 
Le Batofar était jusqu'ici géré par la SARL Batofar sous la houlette de Alain Monnier qui avait repris les rênes après en avoir laissé la gérance à d'autres. Son bailleur, propriétaire de la coque, est la holding « Osprey », gérée par Frédéric Lebaupin, qui détient notamment l’iBoat, un ancien ferry, créé à Bordeaux également par Alain Monnier. En janvier 2018 la société exploitante entre en liquidation judiciaire, (alors que la holding dont dépendait le Batofar est toujours en activité). Depuis cette date, le Batofar n'est plus ouvert. Une réouverture était espérée[Par qui ?]à l'automne de la même année. Son rachat en mai 2018, annonce la fin sans doute définitive du genre électronique. Le 7 septembre la structure éclairante du navire est démontée marquant le signal de son prochain transfert au Havre pour rénovation.
Outre l'iBoat de Bordeaux (2011), un concept similaire au Batofar, c'est-à-dire l'idée d'associer un bateau de patrimoine à un contenu festif, a été exporté à Budapest (Hongrie), à l'initiative de Krisztina Rády ; il s'agit de l’ancien transporteur de pierres l’A38 (2003). En revanche, le projet du Razzle à Lyon initié également par Alain Monnier n'a pas abouti dans cette ville, mais ce bateau-phare est désormais amarré à Marseille, port de l'Estaque, en attente d'ouverture.

## Le successeur duBatofar: le «Bateau Phare»
Cyril Michel, directeur du festival « Ernest Wiehe Jazz Festival » sur l’île Maurice et ancien hôtelier sur place a racheté le bateau à l’administration judiciaire en mai 2018. Son projet, en association avec Vincent Clouzeau et Vlassia Ferrie, est construit "autour du voyage". Pèle-mêle, un bar zen où il serait possible de faire du taï-chi et du yoga le matin, un restaurant cosy et festif où devrait œuvrer un chef réputé, et une cale servant autant à des expositions sur les voyages que pour des concerts de musiques exotiques, tango, salsa et electro-jazz, etc. Par ailleurs, les nouvelles technologies devraient être sollicitées, avec une salle de réalité virtuelle dans la timonerie, par exemple[Passage à actualiser]. Après son retour de travaux, le Batofar devait renouer avec son nom d'origine : « Bateau Phare Osprey », qui était la nouvelle dénomination envisagée par le nouveau propriétaire qui n'a pas racheté la marque « Batofar »,. 
En juin 2019, une terrasse à quai de 350 m2 est ouverte de façon saisonnière, en amont de la réouverture du bateau qui a lieu en juillet. L'établissement est finalement dénommé « Bateau Phare ».

## Caractéristiques du bateau-feu
- Longueur[3] : 41,8 m hors tout, environ 37 m de longueur de la ligne de flottaison, environ 30,7 m sur quille
- Largeur : 7,6 m
- Creux : 4,6 m
- Déplacement : environ 540 t
- Tirant d'air avec phare : environ 15 m
- Tirant d'air sans phare : environ 5,15 m sur pavois pont supérieur, environ 5,8 m sur pavois avant, environ 6,35 m sur timonerie, environ 7,35 m garde corps sur timonerie
- Hauteur du phare : 10,9 m